# کوبادین
کوبادین (به بلغاری: Kubadin) یک منطقهٔ مسکونی در بلغارستان است که در استان بورگاس واقع شده‌است.